# Beaumetz-les-Cambrai Military Cemetery No.1
Beaumetz-les-Cambrai Military Cemetery No.1 is een begraafplaats gelegen in de Franse plaats Beaumetz-lès-Cambrai (Pas-de-Calais). De militaire graven worden onderhouden door de Commonwealth War Graves Commission.
De begraafplaats telt 75 geïdentificeerde Gemenebest graven uit de Eerste Wereldoorlog.